# Gazélec Football Club Ajaccio
El Gazélec Football Club Ajaccio és un club de futbol francès de la ciutat d'Ajaccio (Còrsega). Va ser fundat el 1910 i juga a la Ligue 1. Al llarg de la història sempre va caminar per categories inferiors. L'any 2015 aconsegueix per primera vegada en la seva història l'ascens a la Ligue 1.

## Palmarès
- Campionat de França Amateur: 4

1963, 1965, 1966, 1968.
- Campionat de Còrsega: 5

1937, 1938, 1956, 1957, 1961.
- CFA: 2

2003, 2011.

## Jugadors destacats
| - Riad Dob - Carlos Kaiser - Issimaïla Lyad - Sylvain Komenan - Ange Lorougnon - Christophe Bastien - André Barette - Frédéric Danjou - David Jaureguiberry - Dimitri Lesueur - Christian Martin - Nicolas Martinetti - Stéphane Mathieu - Vincent Mattei - Jean-Toussaint Moretti - Romain Taddei | - Catilina Aubameyang - Saïdou Sakandé - Christophe Ettori - Houssine Kharja - Mohamed Adili - Nathaël Daudé - Gael Regades Rivera - Philippe Gigon - Adel Ayadi - Nabil Khazri - Uzgur Ozturk |